# Empire of the Sun (гурт)
Empire of the Sun — австралійський електронний музичний дует, створений у 2007 році. Дует є колаборацією Люка Стіла, колишнього учасника альтернативного рок-гурту The Sleepy Jackson, і Ніка Літтлмора, учасника електронного танцювального гурту PNAU.
Дебютний альбом Empire of the Sun у 2008 році Walking on a Dream приніс дуету міжнародний успіх і став двічі платиновим в Австралії та золотим у Великій Британії. Альбом потрапив у ряд міжнародних чартів, включаючи Singles Chart, в якому посів 10 місце в австралійському чарті синглів ARIA, і "We Are the People", де посів 14 місце в британському чарті синглів. Другий альбом групи, Ice on the Dune, був випущений у червні 2013 року, тоді як їхній третій альбом Two Vines вийшов у жовтні 2016 року. Четвертий альбом, Ask That God, був випущений у липні 2024 року 
Дует отримав низку австралійських музичних нагород, причому Walking on a Dream отримав 11 номінацій на ARIA Music Awards 2009 року з яких виграв 7, включаючи Album of the Year.  Як живий гурт вони виступали на міжнародному рівні та є відомими завдяки своїми яскравим костюмам та складними декораціями.

## Історія

### 2000–2007: Формування
Люк Стіл і Нік Літтлмор познайомилися в 2000 році після того, як їх познайомив Саймон Мур, виконавчий директор Стіла з відділу маркетингу та розвитку в барі в Сіднеї. На той час обидва уклали контракт з EMI і вже працювали над різними проектами. Протягом наступних років вони неодноразово співпрацювали. Літтлмор допоміг написати пісню "Tell the Girls That I'm Not Hangin' Out", яка з’явилася в дебютному альбомі The Sleepy Jackson 2003 року "Lovers", а Стіл зробив певний художній внесок у арт-рок-проект Літтлмора "Teenager" 2006 року. Після сварки через пісню Lovers співпраця на деякий час припинилася, а Літтлмор прокоментував: "Я дуже активна людина, і я приймаю все близько до серця".
В 2006 році вони знову зібралися, щоб попрацювати над двома піснями для альбому Pnau, який вийшов наприкінці 2007 року. Вони співпрацювали над треками "Freedom" і вступною "With You Forever", де Стіл виконав вокал. Це спонукало змінити напрямок руху гурту, який почав створювати більш вокально-орієнтований альбом із гостьовми виступами. Аналіз альбому Pnau показав, що написання пісні "With You Forever" з Люком Стіл надихнуло групу Літтлмора розпочати роботу над спільним проектом. Літтлмор сказав: "Ми знову закохалися в музику з [With You Forever]; я думаю, що це перша чудова пісня [Пнау]". Випуск Pnau викликав інтерес з боку Елтона Джона, який підписав Літтлмора до своєї керуючої компанії.
Новий проект почав розвиватися під назвою "Steelemore" як співпраця між Стілом та Літтлмором, а партнер Pnau Пітером Мейсом виступив продюсером та іноді співавтором. Оскільки Стіл жив у Перті, а Літтлмор у Сіднеї, вони писали пісні окремо, час від часу зустрічаючись у Сіднеї, щоб вирішити музичний напрямок і стиль. Коли вони накопичили достатньо матеріалу, Мейс і дует почали записувати альбом протягом 2007 року за підтримки Джонатана Слоана.

### 2007–2012:Walking on a Dream
Хоча більша частина запису альбому була здійснена та змішана протягом 2007 року, самостійний альбом Pnau отримав пріоритет для Літтлмора та Мейса в першій половині 2008 року. Напередодні виходу альбому дует випустив заголовну пісню "Walking on a Dream". Вона з'явивилась в цифровому форматі 30 серпня 2008 року і отримала ефірний час на австралійському радіо, досягнувши 10 місця в австралійському чарті синглів ARIA. Другий сингл під назвою "We Are the People" був випущений 30 вересня і досяг 24 місця в Австралії. Альбом Walking on a Dream вийшов 3 жовтня 2008 року і дебютував під 8 позицією в чартах альбомів ARIA, досягнувши шостої позиції. Дует вирушив в міжнародний промо-тур на підтримку альбому, який був випущений в Європі у лютому/березні 2009 року, а потім у квітні того ж року в Північній Америці. Хоча проект спочатку задумувався як лише студійний, зростаючий успіх приніс "аудиторію [до якої] ми відчували обов’язок бути добрими до них". Після повернення до Австралії Стіл почав готуватися до концертного дебюту групи на фестивалі Parklife у вересні та жовтні 2009 року. Вони виступили хедлайнерами трьох шоу, описаних як візуальне перевантаження, [де] гігантська графіка пливла і оберталася над сценою, а костюмовані танцюристи вигиналися в такт, а Стіл стояв на п’єдесталі на сцені, [у] гігантському металевому головному уборі та своєму звичайному халаті "Ming The Merciless". Третій сингл "Standing on the Shore" був випущений у червні 2009 року  однак просування було згорнуто, оскільки Стіл страждав від виснаження. Реміксована версія "Without You" була випущена як четвертий сингл альбому наступного вересня.
Літтлмор вирішив не виступати наживо з гуртом, пояснивши це так "я завжди вважав, що як тільки ти робиш запис, він більше не твій. Стіл створив враження, що його партнер покинув гурт у вересні 2009 року. Однак у наступному місяці Літтлмор знову з’явився, пояснивши свою відсутність роботою над продюсерськими проектами та співпрацею з Cirque du Soleil. Він поділяв свій час між Великою Британією та Монреалем, працюючи над іншими творчими завданнями. Тим часом Стіл продовжував виступати з групою на низці австралійських подій просто неба. Наприкінці 2009 року гурт отримав низку нагород ARIA за Walking on a Dream, у тому числі як найкращий альбом року.
Гурт виступав як один із хедлайнерів на гастрольному фестивалі Future Music Festival по Австралії в лютому/березні 2010 року. У квітні того ж року Empire of the Sun дебютували на міжнародній сцені, виступивши на Vive Latino Festival у Мехіко. Влітку гурт переїхав до Європи, щоб взяти участь у фестивальному сезоні, виступаючи, зокрема, на Glastonbury та Rock Werchter. Американський дебют відбувся на фестивалі Lollapalooza. У жовтні 2010 року пісня "We Are the People" була використана як саундтрек у рекламі Vodafone в Німеччині і невдовзі очолила німецький чарт синглів. У листопаді 2010 року Літтлмор зазначив, що він "розмовляв з Люком (Стіл) днями; ми робимо новий запис. Ми вже написали пару мелодій. Ви знаєте, коли це правильно, я думаю". У липні 2011 року Літтлмор оголосив, що наприкінці червня гурт відправився в студію, щоб розпочати роботу над другим альбомом Empire of the Sun, а він підтвердив, що "цього разу прийде на борт, фактично збереться разом і поїде в тур". Паралельно з цим Літтлмор продовжував працювати над проєктами Pnau, випустивши альбом Soft Universe у 2011 році та альбом реміксів Елтона Джона Good Morning to the Night у 2012 році.

### 2012–2016:Ice on the Dune
Протягом більшої частини 2012 року дует та їхні колеги працювали над записом нового матеріалу, тоді як Стіл та група припинили гастролі. 11 березня 2013 року гурт представив трейлер свого другого альбому під назвою Ice on the Dune режисера Дж. Д. Діллард і підтвердив дату релізу в червні 2013 року. Головний сингл "Alive" був випущений 16 квітня, і того ж дня альбом став доступним для попереднього замовлення на iTunes. Сингл мав помірний успіх в Австралії та Європі. 18 квітня 2013 року брати Фарреллі оголосили, що гурт запише Dumb and Dumber To. Ice on the Dune вийшов 14 червня 2013 року в Австралії  та Новій Зеландії. Пізніше Стіл описав відсутність успіху альбому як частину їх прогресу як групи.
Стіл привернув увагу світових ЗМІ після інтерв’ю для музичного видання NME у серпні 2013 року на фестивалі Sziget у Будапешті . Під час інтерв’ю Стіл порівняв Ice on the Dune з альбомом Daft Punk 2013 року Random Access Memories, заявивши: "У них була чудова маркетингова кампанія, але в нас кращі пісні". У 2014 році гурт виступив на фестивалі Coachella, очоливши сцену Sahara Tent.
Пісня "Alive" ула використана у вступному відео конференції Google I/O 2013. Вона також прозвучала в презентаційному відео нового логотипу Yahoo! 5 вересня 2013 року, відтворена у титрах фільму Параноя 2013 року та показана у фільмі Тупий і ще тупіший . "Alive" також була популярною піснею в саундтреку гри EA Sports FIFA 14.
У грудні 2014 року Empire of the Sun випустили дві пісні, "Tonight" і "Wandering Star", які були написані для фільму братів Фарреллі Dumb and Dumber To. Протягом більшої частини 2015 року дует працював над записом свого третього альбому на Гаваях і в Лос-Анджелесі. Наприкінці року Стіл зазначив, що новий реліз був "готовий на 75 відсотків".
У другій половині 2015 року гурт продовжував виступати наживо, зокрема на сцені Hollywood Bowl.
У січні 2016 року заголовна пісня альбому "Walking on a Dream" 2008 року була представлена у національній рекламі під назвою "The Dreamer" у Сполучених Штатах для японського автовиробника Honda для реклами Honda Civic 2016 року. Ця пісня нарешті принесла гурту прорив у США, досягнувши 3-ї позиції в чартах Billboard's Alternative music, очоливши чарт танцювальної музики та досягнувши 40-го місця в чарті Mainstream Top 40.

### 2016–2017:Two Vines
У серпні 2016 року було оголошено, що третій альбом Two Vines вийде 28 жовтня 2016 року. Альбом був спродюсований Пітером Мейсом, а в ньому взяли участь Ліндсі Бекінгем, Венді Мелвойн і колишні співробітники Девіда Боуї Генрі Хей і Тім Лефевр. До 15-трекового альбому увійшов ремікс пісні "Walking on a Dream" і був частково записаний на Гаваях. Літтлмор пояснив натхнення для назви як «цей образ сучасного міста, охопленого джунглями". Перший сингл "High and Low" вийшов 24 серпня. "High and Low" також було представлено в грі EA Sports FIFA 17.
В інтерв’ю Billboard у серпні 2017 року Стіл оголосив, що він з Літтлмором нещодавно розпочали роботу над своїм четвертим альбомом у Японії, а кліп на "Way to Go" також було знято там. Він розповів, як любить японську музику, і що одного дня до них приєднався виконавець на кото.
У вересні 2017 року DS Automobiles випустив кліп із новою ексклюзивною піснею Empire, "On Our Way Home" з українською акторкою та моделлю Аліною Коваленко.

### 2021–дотепер:Ask That God
В підкаст-інтерв’ю для The Plug з Нілом Гріффітсом 6 жовтня 2021 року, Літтлмор сказав, що гурту було важко писати нову музику віддалено через Zoom під час пандемії COVID-19, і запевнив шанувальників, що нові композиції все ж створюються.
У лютому 2022 року Люк Стіл анонсував дебютний сольний студійний альбом "Listen to the Water" і випустив його головний сингл "Common Man" 11 лютого 2022 року.
У жовтні 2023 року гурт оголосив на своїй офіційній сторінці в Instagram, що "AEIOU", спільна робота з Pnau, буде випущена 13 жовтня 2023 року.
У березні 2024 року всі соціальні мережі гурту позбулися всіх попередніх медіа, включно з зображенням профілю, яке стало чорним. Незабаром сторінки почали натякати на новий сингл: "Changes", який вийшов 5 квітня 2024 року.
У травні 2024 року гурт оголосив, що їхній сингл "Music on the Radio" вийде 17 травня 2024 року. Крім того, їхній четвертий студійний альбом (і перший реліз за вісім років) буде випущений 26 липня 2024 року під назвою Ask That God.

## Назва
Хоча назву фінального проекту пов'язують з однойменним романом Дж. Г. Балларда 1984 року, Літтлмор заперечує це та надає власне пояснення. Він заявив: "назва походить швидше від ідеї... факту, що ми подорожуємо по всьому світу, відвідуючи всі місця імперій цивілізації, де сонце було темою поклоніння. Це не засновано на романі Балларда чи однойменному фільмі Спілберга".

## Стиль
Гурт використовує складні сценічні декорації та головні убори (зокрема кабуто, вінець із пір'я та бойовий розпис), що відображає їхній досвід у візуальному мистецтві. Літтлмор пояснив, що "ми дійсно бачили Святу гору Алехандро Ходоровскі, і це вплинуло на те, як ми могли думати про візуалізацію". Гурт працював із багатьма дизайнерами, зокрема з Джесікою Уертою. Стіл описав натхнення для візуального аспекту як "бачення цієї групи, воно побудоване на уяві, тому воно походить від вивчення самураїв у художній школі до цифрової графіки, до топографії, до зйомок під океаном, до картин маслом, чого завгодно".

## Дискографія

### Студійні альбоми
| Назва                                                               | Деталі альбому                              | Позиції у чартах | Позиції у чартах | Позиції у чартах | Позиції у чартах | Позиції у чартах | Позиції у чартах | Позиції у чартах | Позиції у чартах | Позиції у чартах | Позиції у чартах | Позиції у чартах | Сертифікації                                              |
| Назва                                                               | Деталі альбому                              | AUS              | AUT              | BEL (FL)         | FRA              | GER              | IRE              | NL               | NZ               | SWI              | UK               | US               | Сертифікації                                              |
| ------------------------------------------------------------------- | ------------------------------------------- | ---------------- | ---------------- | ---------------- | ---------------- | ---------------- | ---------------- | ---------------- | ---------------- | ---------------- | ---------------- | ---------------- | --------------------------------------------------------- |
| Walking on a Dream                                                  | - Випущено: 3 жовтня 2008 - Лейбл: Capitol  | 6                | 22               | 27               | 60               | 31               | 17               | 70               | 37               | 15               | 19               | 97               | - ARIA: 3× Platinum - BPI: Gold - BVMI: Gold - IRMA: Gold |
| Ice on the Dune                                                     | - Випущено: 14 June 2013 - Лейбл: Capitol   | 3                | 37               | 40               | 26               | 34               | 26               | 53               | 16               | 7                | 24               | 20               | - ARIA: Gold                                              |
| Two Vines                                                           | - Випущено: 28 жовтня 2016 - Лейбл: Capitol | 7                | —                | 66               | 168              | —                | 78               | —                | —                | 42               | 42               | 51               |                                                           |
| Ask That God                                                        | - Випущено: 26 липня 2024 - Лейбл: Capitol  | 10               | —                | 113              | —                | 58               | —                | —                | —                | 17               | —                | —                |                                                           |
| "—" позначає альбом, який не потрапив до чартів або не був виданий. |                                             |                  |                  |                  |                  |                  |                  |                  |                  |                  |                  |                  |                                                           |

### Сингли
| Назва                                                                               | Рік  | Позиції у чартах | Позиції у чартах | Позиції у чартах | Позиції у чартах | Позиції у чартах | Позиції у чартах | Позиції у чартах | Позиції у чартах | Позиції у чартах | Позиції у чартах | Сертифікації                                                                    | Альбом                               |
| Назва                                                                               | Рік  | AUS              | BEL (FL)         | GER              | IRE              | ITA              | NL               | NZ               | SWI              | UK               | US               | Сертифікації                                                                    | Альбом                               |
| ----------------------------------------------------------------------------------- | ---- | ---------------- | ---------------- | ---------------- | ---------------- | ---------------- | ---------------- | ---------------- | ---------------- | ---------------- | ---------------- | ------------------------------------------------------------------------------- | ------------------------------------ |
| "Walking on a Dream"                                                                | 2008 | 10               | 8                | 55               | 8                | 16               | 29               | 14               | 21               | 64               | 65               | - ARIA: 13× Platinum - BPI: Platinum - BVMI: Gold - FIMI: Gold - RIAA: Platinum | Walking on a Dream                   |
| "We Are the People"                                                                 | 2008 | 24               | 20               | 1                | 23               | 19               | —                | —                | 20               | 14               | —                | - ARIA: 5× Platinum - BPI: Platinum - BVMI: 3× Gold - IFPI SWI: Gold            | Walking on a Dream                   |
| "Standing on the Shore"                                                             | 2009 | —                | —                | —                | —                | —                | —                | —                | —                | —                | —                |                                                                                 | Walking on a Dream                   |
| "Without You"                                                                       | 2009 | —                | —                | —                | —                | —                | —                | —                | —                | —                | —                |                                                                                 | Walking on a Dream                   |
| "Half Mast (Slight Return)"                                                         | 2009 | —                | —                | —                | —                | —                | —                | —                | —                | —                | —                | - ARIA: Gold                                                                    | Walking on a Dream                   |
| "Alive"                                                                             | 2013 | 22               | —                | 39               | 39               | 9                | 94               | —                | 25               | 83               | —                | - ARIA: 4× Platinum - BPI: Silver - FIMI: Platinum - RIAA: Gold                 | Ice on the Dune                      |
| "DNA"                                                                               | 2013 | —                | —                | —                | —                | —                | —                | —                | —                | —                | —                |                                                                                 | Ice on the Dune                      |
| "Celebrate"                                                                         | 2013 | —                | —                | —                | —                | —                | —                | —                | —                | —                | —                |                                                                                 | Ice on the Dune                      |
| "High and Low"                                                                      | 2016 | 66               | —                | —                | —                | —                | —                | —                | —                | —                | —                | - ARIA: Platinum                                                                | Two Vines                            |
| "To Her Door"                                                                       | 2016 | —                | —                | —                | —                | —                | —                | —                | —                | —                | —                |                                                                                 | Two Vines                            |
| "Way to Go"                                                                         | 2017 | —                | —                | —                | —                | —                | —                | —                | —                | —                | —                |                                                                                 | Two Vines                            |
| "On Our Way Home"                                                                   | 2017 | —                | —                | —                | —                | —                | —                | —                | —                | —                | —                |                                                                                 |                                      |
| "Chrysalis"                                                                         | 2019 | —                | —                | —                | —                | —                | —                | —                | —                | —                | —                |                                                                                 | Walking on a Dream: 10th Anniversary |
| "AEIOU" (з Pnau)                                                                    | 2023 | —                | —                | —                | —                | —                | —                | —                | —                | —                | —                |                                                                                 | Hyperbolic                           |
| "Changes"                                                                           | 2024 | —                | —                | —                | —                | —                | —                | —                | —                | —                | —                |                                                                                 | Ask That God                         |
| "Music on the Radio"                                                                | 2024 | —                | —                | —                | —                | —                | —                | —                | —                | —                | —                |                                                                                 | Ask That God                         |
| "Cherry Blossom"                                                                    | 2024 | —                | —                | —                | —                | —                | —                | —                | —                | —                | —                |                                                                                 | Ask That God                         |
| "The Feeling You Get"                                                               | 2024 | —                | —                | —                | —                | —                | —                | —                | —                | —                | —                |                                                                                 | Ask That God                         |
| "Somebody's Son" (з участю Ліндсі Бекінгем)                                         | 2025 | —                | —                | —                | —                | —                | —                | —                | —                | —                | —                |                                                                                 | Ask That God (Deluxe)                |
| "—" позначає запис, який не потрапив до чартів або не був виданий на цій території. |      |                  |                  |                  |                  |                  |                  |                  |                  |                  |                  |                                                                                 |                                      |

#### Рекламні сингли
| Назва       | рік      | Пікові позиції на діаграмі | Альбом    |
| Назва       | рік      | Нова Зеландія<br> Heart.   | Альбом    |
| ----------- | -------- | -------------------------- | --------- |
| "Two Vines" | 2016 рік | 8                          | Two Vines |

### Інші виступи
| Назва                                                       | рік      | Альбом  |
| ----------------------------------------------------------- | -------- | ------- |
| "The Spins" (Мак Міллер з Empire of the Sun)                | 2010 рік | K.I.D.S |
| "The Dream Time Machine" (WZRD за участю Empire of the Sun) | 2012 рік | WZRD    |

### Ремікси
| Назва        | рік      | Художник   |
| ------------ | -------- | ---------- |
| "Applause"   | 2013 рік | Леді Гага  |
| "The Thrill" | 2013 рік | Віз Халіфа |

### Музичні кліпи
| Назва                       | рік      | Директор(и)                 | Примітки                                                                              |
| --------------------------- | -------- | --------------------------- | ------------------------------------------------------------------------------------- |
| "Walking on a Dream"        | 2008 рік | Джош Лог                    | Знято в Шанхаї, Китай .                                                               |
| "We Are the People"         | 2008 рік | Джош Лог                    | Знято в Міні, Нуево-Леон, і Ксілітлі, Сан-Луїс-Потосі в Мексиці.                      |
| "Standing on the Shore"     | 2009 рік | Джош Лог                    | Знято в Ланселіні, на північ від Перта, Австралія.                                    |
| "Without You"               | 2009 рік | Джош Лог                    | Зйомки FOX Studios, Сідней, Австралія.                                                |
| "Half Mast (Slight Return)" | 2010 рік | Неш Еджертон                | Зйомки проходили в Нью-Йорку, США.                                                    |
| "Alive"                     | 2013 рік | Чарльз Скотт і Алекс Теурер | Зйомки проходили в національному парку Брайс-Каньйон, штат Юта, США.                  |
| "DNA"                       | 2013 рік | Еммет Маллой                | Зйомки проходили в долині Сан-Фернандо, Каліфорнія, США.                              |
| "Celebrate"                 | 2015 рік | Імперія Сонця               | Зйомки проходили на ринках Норянджін і ринках Джонно Гванджанг, Сеул, Південна Корея. |
| "High and Low"              | 2016 рік | Імперія Сонця               |                                                                                       |
| "Way to Go"                 | 2017 рік | Рьо Кітабатаке              |                                                                                       |
| "On Our Way Home"           | 2017 рік | Фаб'єн Тайхнер              |                                                                                       |
| "Changes"                   | 2024 рік | Майкл Макксіс               | Зйомки проходили в Аюттхая, Таїланд.                                                  |
| "Music on the Radio"        | 2024 рік | Майкл Макксіс               | Зйомки проходили в Бангкоку, Таїланд.                                                 |
| "Cherry Blossom"            | 2024 рік | Майкл Макксіс, Люк Стіл     | Зйомки проходили в районі Пран Бурі, Таїланд.                                         |

## Нагороди та номінації

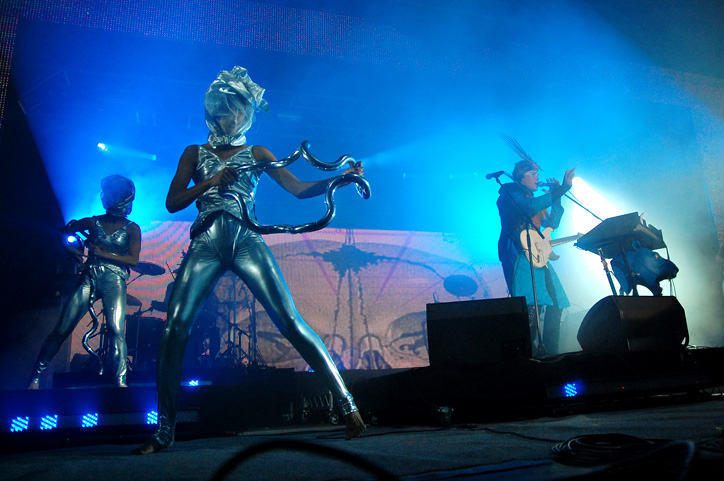
Empire of the Sun виступає на фестивалі Parklife у вересні 2009 року

У Великій Британії гурт зайняв 4 місце в опитуванні сайту BBC News Sound of 2009.

### Нагороди ARIA
Номінації ARIA Music Awards 2009 були оголошені 8 жовтня 2009 року Empire of the Sun отримала найбільшу кількість номінацій серед усіх виконавців, загалом 11. Переможці були оголошені 26 листопада 2009 року, де Empire of the Sun переміг у 7 категоріях.

Номінації на ARIA Music Awards 2010 року були оголошені 28 вересня 2010 року, а переможці оголошені 7 листопада 2010 року. 14 жовтня були оголошені остаточні номінанти музичної премії ARIA 2013, а також номінанти і переможці премії Fine Arts Awards і Artisan Awards.
| Рік  | Номіновано                                                                       | Нагорода                                                                                | Результат |         |
| ---- | -------------------------------------------------------------------------------- | --------------------------------------------------------------------------------------- | --------- | ------- |
| 2009 | Walking on a Dream                                                               | Album of the Year                                                                       | Перемога  |         |
| 2009 | Walking on a Dream                                                               | Highest Selling Album                                                                   | Номінація |         |
| 2009 | "Walking on a Dream"                                                             | Single of the Year                                                                      | Перемога  |         |
| 2009 | "Walking on a Dream"                                                             | Highest Selling Single                                                                  | Номінація |         |
| 2009 | "Walking on a Dream" (directed by Josh Logue of Mathematics)                     | Best Video                                                                              | Перемога  |         |
| 2009 | "We Are the People"                                                              | Best Video                                                                              | Номінація |         |
| 2009 | Empire of the Sun                                                                | Best Group                                                                              | Перемога  |         |
| 2009 | Empire of the Sun                                                                | Best Pop Release                                                                        | Перемога  |         |
| 2009 | Empire of the Sun and Donnie Sloan with Peter Mayes                              | Producer of the Year                                                                    | Перемога  |         |
| 2009 | Aaron Hayward and David Homer from Debaser                                       | Best Cover Art                                                                          | Перемога  |         |
| 2009 | Peter Mayes                                                                      | Engineer of the Year                                                                    | Номінація |         |
| 2010 | "Half Mast"                                                                      | Best Pop Release                                                                        | Номінація |         |
| 2010 | Accidents Happen soundtrack – Luke Steele, Empire of the Sun and The Middle East | Best Original Soundtrack/Cast/Show Album (Fine Arts Award)                              | Номінація |         |
| 2013 | Empire of the Sun – Ice on the Dune                                              | Best Group                                                                              | Номінація |         |
| 2013 | Empire of the Sun – Ice on the Dune                                              | Best Pop Release                                                                        | Номінація |         |
| 2013 | Aaron Hayward and David Homer (Debaser)                                          | Best Cover Art                                                                          | Перемога  |         |
| 2013 | Peter Mayes                                                                      | Engineer of the Year                                                                    | Номінація |         |
| 2013 | Luke Steele, Nick Littlemore, Peter Mayes and Jonathan Sloan                     | Producer of the Year                                                                    | Номінація |         |
| 2023 | Tourism WA: Walking On a Dream (The Brand Agency)                                | Best Use of an Australian Recording in an Advertisement (duration of 2 minutes or less) | Номінація |         |
| 2024 | Luke Steele, Nick Littlemore and Peter Mayes – Ask That God                      | Best Engineered Release                                                                 | Номінація | [ 122 ] |
| 2024 | Luke Steele, Nick Littlemore and Peter Mayes – Ask That God                      | Best Produced Release                                                                   | Номінація | [ 122 ] |

### Нагороди APRA
Нагороди APRA вручаються щорічно з 1982 року Австралазійською асоціацією виконавського права(APRA).
| Рік  | Номіновано                                                       | Нагорода                            | Результат    |
| ---- | ---------------------------------------------------------------- | ----------------------------------- | ------------ |
| 2010 | "We Are the People"                                              | Song of the Year                    | Номінація    |
| 2010 | Luke Steele, Jonathan Sloan, Nick Littlemore – Empire of the Sun | Breakthrough Songwriter of the Year | Перемога     |
| 2010 | "Walking on a Dream"                                             | Dance Work of the Year              | Перемога     |
| 2014 | "Alive"                                                          | Song of the Year                    | У шорт-листі |
| 2014 | "Alive"                                                          | Dance Work of the Year              | Номінація    |

### MTV Europe Music Awards
MTV Europe Music Awards - це нагорода, яку вручає міжнародна медіа-мережа Viacom International Media Networks для вшанування артистів і музики в поп-культурі. Вручення премії розпочалося у 2013 році.
| Рік  | Номіновано | Нагорода            | Результат |
| ---- | ---------- | ------------------- | --------- |
| 2013 | Themselves | Best Australian Act | Номінація |

## Живий виступ учасників групи
- Люк Стіл — головний вокал, гітара, клавішні (2008–тепер), бас (2008–2015)
- Нік Літтлмор — керівництво туром (2008–тепер), клавішні, бек-вокал (2008–2009)
- Кен Дженнінгс — клавішні (2009—тепер)
- Йен Болл — гітара (2015—теперішній час)
- Оллі Пікок — ударні (2015—теперішній час)
- Алекс Беррі — бас (2015—теперішній час)
- Тоні Мітоло — ударні (2008–2015)
- Суран Сідху — гітара, бас, бек-вокал (2008–2015)

## Зовнішні посилання
- Офіційний сайт

Шаблон:Empire of the SunШаблон:ARIA Award for Best GroupШаблон:ARIA Award for Album of the YearШаблон:ARIA Award for Single of the Year

[[Категорія:Музиканти Virgin Records]]
[[Категорія:Музичні колективи, що з'явились 2007]]
[[Категорія:Музиканти Capitol Records]]
[[Категорія:Лауреати премії ARIA Award]]
[[Категорія:Засновані в Австралії 2007]]